# Homework
Homework (рус. Домашнее задание) — дебютный студийный альбом французского электронного дуэта Daft Punk выпущен 20 января 1997 года. Считается смесью стилей хаус, техно, фанк и эйсид-хаус. Альбом произвёл сильное влияние и подогрел интерес к французскому хаусу среди других музыкантов, играющих в том же стиле.

## Запись альбома
Daft Punk выпустила ряд композиций, ещё не имея плана выпускать альбом. Как заявил Тома Бангальтер: «Это должны были быть только отдельные синглы. Но мы сделали так много записей в течение пяти месяцев, что мы поняли, что у нас был готовый хороший альбом». Дуэт впоследствии установил порядок следования треков альбома на двух виниловых дисках.
Как рассказывал Ги-Мануэль де Омем-Кристо: «У нас было много треков и мы должны были разместить их на четырёх сторонах пластинок … не было чёткой темы, потому что все треки были записаны раньше и мы договорились о последовательности треков в альбоме. Идеей было выделить лучшие песни, расположив их так, как мы в итоге и сделали, чтобы придать им вид альбома».

## Реакция на альбом
Daft Punk чувствовали, что больший упор стоит сделать на виниловые пластинки, поэтому только 50 000 альбомов были изначально выпущены на CD. После его выхода в свет в 1997 году, большие продажи заставили дистрибьюторов ускорить производство для удовлетворения спроса. Альбом появился в 35 странах по всему миру и было продано более двух миллионов копий в течение нескольких месяцев с момента выпуска.
Альбом был отмечен в книге 1001 Albums You Must Hear Before You Die. В ней критик Алекс Рейнер говорит, что «Homework послужил мостом между устоявшимися клубными стилями и начинающим стилем бигбит».

## Список композиций
Вся музыка написана Томасом Бангальте и Ги-Мануэлем де Омем-Кристо.
| №   | Название               | Длительность |
| --- | ---------------------- | ------------ |
| 1.  | «Daftendirekt»         | 2:44         |
| 2.  | «WDPK 83.7 FM»         | 0:28         |
| 3.  | «Revolution 909»       | 5:26         |
| 4.  | «Da Funk»              | 5:28         |
| 5.  | «Phœnix»               | 4:55         |
| 6.  | «Fresh»                | 4:03         |
| 7.  | «Around the World»     | 7:08         |
| 8.  | «Rollin' & Scratchin'» | 7:26         |
| 9.  | «Teachers»             | 2:52         |
| 10. | «High Fidelity»        | 6:00         |
| 11. | «Rock'n Roll»          | 7:32         |
| 12. | «Oh Yeah»              | 2:00         |
| 13. | «Burnin'»              | 6:53         |
| 14. | «Indo Silver Club»     | 4:32         |
| 15. | «Alive»                | 5:15         |
| 16. | «Funk Ad»              | 0:50         |